# 侯馬市
侯馬市（こうば-し）は中華人民共和国山西省臨汾市に位置する県級市。

## 地理
侯馬市は山西省南部、黄土高原中の臨汾盆地の西南部の澮河北岸に位置する。北から流れてきた汾河や東から流れてきた澮河が通り、市の西で汾河へと合流し西方の黄河方面へと流れている。

## 歴史
侯馬市は古来から交通の要衝とされ、春秋時代から戦国時代にかけては新田（新絳）と称され、晋の国都が設置されていた。前漢には絳県が置かれこの地域の行政の中心地であった。侯馬には1961年に第一次の全国重点文物保護単位に指定された侯馬晋国遺址があり、晋侯鼎をはじめとする数々の文物が出土している。
1958年、曲沃県・新絳県及び絳県の一部が統合され侯馬市が設置された。1963年には曲沃県と改編、1971年に曲沃県より侯馬県が分轄設置され現在に至る。

## 経済
現在も山西省南部の陸上交通の中心で、大同市から太原市を通り風陵渡を経て華陰市に至る山西省の南北の幹線の同蒲線、西安市から侯馬に至る侯西線、侯馬と東の河南省月山を結び最終的には山東省日照港へ達する侯月線が侯馬で交差している。また山西省と陝西省を結ぶ高速道路の大運高速公路や東西南北への国道も通っている。こうしたことから、機械工業や物流企業などが立地し、内陸部の製品を臨海部へと運ぶ拠点になっている。

## 行政区画
- 街道:路東街道、路西街道、澮浜街道、上馬街道、張村街道
- 郷:新田郷、高村郷、鳳城郷